# Степаново (Сокольский район)
Степаново — деревня в Сокольском районе Вологодской области.
Входит в состав Пригородного сельского поселения, с точки зрения административно-территориального деления — в Пригородный сельсовет.
Расстояние по автодороге до районного центра Сокола — 21 км, до центра муниципального образования Литеги — 8 км. Ближайшие населённые пункты — Шастово-Заберезное, Шастово, Барское.
По переписи 2002 года население — 4 человека.